# Hustonville
Hustonville és una població dels Estats Units a l'estat de Kentucky. Segons el cens del 2000 tenia 347 habitants.

## Demografia
Segons el cens del 2000, Hustonville tenia 347 habitants, 165 habitatges, i 100 famílies. La densitat de població era de 243,6 habitants/km².
Dels 165 habitatges en un 21,8% hi vivien nens de menys de 18 anys, en un 45,5% hi vivien parelles casades, en un 11,5% dones solteres, i en un 38,8% no eren unitats familiars. En el 34,5% dels habitatges hi vivien persones soles el 19,4% de les quals corresponia a persones de 65 anys o més que vivien soles. El nombre mitjà de persones vivint en cada habitatge era de 2,1 i el nombre mitjà de persones que vivien en cada família era de 2,67.
Per edats la població es repartia de la següent manera: un 17,3% tenia menys de 18 anys, un 6,1% entre 18 i 24, un 23,3% entre 25 i 44, un 28,2% de 45 a 60 i un 25,1% 65 anys o més.
L'edat mediana era de 46 anys. Per cada 100 dones de 18 o més anys hi havia 85,2 homes.
La renda mediana per habitatge era de 33.750 $ i la renda mediana per família de 45.000 $. Els homes tenien una renda mediana de 29.167 $ mentre que les dones 22.917 $. La renda per capita de la població era de 16.379 $. Entorn del 9,6% de les famílies i el 19,6% de la població estaven per davall del llindar de pobresa.

## Poblacions més properes
El següent diagrama mostra les poblacions més properes.